# Solidariteit (vakbond)
Solidariteit (Engels: Solidarity; voorheen Mynwerkersunie (MWU)) is een Zuid-Afrikaanse vakbond. Het hoofdkantoor is gevestigd in Pretoria. Zij probeert een vakbond te zijn binnen de christelijke traditie van het vakbondswezen - dit is anders dan bij de meeste andere Zuid-Afrikaanse vakbonden, die gebaseerd zijn op het socialisme. Solidariteit is de grootste vakbond onder Afrikaanstalige Zuid-Afrikanen.
Met verzamelde geldelijke middelen uit de vakbond heeft Solidariteit tal van andere projecten opgezet, waarmee Solidariteit probeert ook het dagelijks leven van mensen in Zuid-Afrika te verbeteren. Onder de naam Solidariteit Beweging bestuurt de vakbond een burgerrechtenorganisatie, een universiteit, een onderwijsinstelling voor technisch beroepsonderwijs, een liefdadigheidsinstelling en verschillende media. Hoewel Solidariteit en haar organisaties dikwijls betrokken zijn bij politieke zaken, is de beweging niet verbonden aan een politieke partij.

## Geschiedenis
De vakbond is opgericht in 1902 als de Mynwerkersunie. In 1990 zijn een aantal andere vakbonden, waaronder de Suid-Afrikaanse Werkersunie, opgegaan in de Mynwerkersunie. Deze grote vakbond kreeg de naam MWU-Solidariteit. Later is dit veranderd naar Solidariteit.
Na de afschaffing van de apartheid was Solidariteit op sterven na dood. In 1997 had de vakbond grote financiële moeilijkheden en zij werd dankzij haar rechtse ideeën niet langer serieus genomen, omdat het apartheidsbeleid in Zuid-Afrika gelost was. In dit moeilijke jaar had de vakbond nog maar 30.000 leden over. In hetzelfde jaar werd Flip Buys aangesteld als secretaris-generaal. Buys wist het tij te keren en de vakbond weer te laten groeien. Thans heeft Solidariteit ruim 150.000 leden, ongeveer 1275 vakbondsvertegenwoordigers op de werkvloer en 300 eigen personeelsleden.

## Vakbondsactiviteiten
Solidariteit heeft vier verschillende takken in verschillende soorten bedrijfseenheden:
- Het luchtvaart- en chemiebedrijf en bedrijven in de zakelijke dienstverlening;
- Het metaal- en ingenieursbedrijf;
- Het mijn- en landbouwbedrijf;
- Het elektrisch en telecommunicatiebedrijf.

De rechtsbijstandsafdeling van Solidariteit is met 34 werknemers de grootste rechtsbijstandsafdeling van alle Zuid-Afrikaanse vakbonden. Solidariteit vertegenwoordigt al zijn leden tijdens zaken in het Arbeidshof.
Solidariteit vertegenwoordigt negen inwoners uit de West-Kaap die procederen tegen wetgeving die nationale demografie in de werkplek oplegt.

## Allianties
De vakbond Solidariteit was stichtend lid van de Konfederasie van Suid-Afrikaanse Werkersunies/Confederation of South African Workers' Unions. Dit is een van de vier erkende vakbondscentrales in Zuid-Afrika. CONSAWU had bij haar oprichting in 2003 27 aangesloten vakbonden, met gezamenlijk 290.000 leden, waarbinnen Solidariteit de grootste vakbond was. CONSAWU werd door Solidariteit met hulp het Nederlandse Christelijk Nationaal Vakverbond en het Belgische Algemeen Christelijk Vakverbond opgericht. Toen Solidariteit rond 2010 uit CONSAWU stapte, verloor CONSAWU daardoor bijna de helft van zijn leden. Desondanks houdt Solidariteit nog steeds contact met CONSAWU.
Anno 2015 is Solidariteit een van de drie grootste onafhankelijke vakbonden van Zuid-Afrika (dus niet bij een confederatie aangesloten) en onderhoudt het onder meer formele contacten met de Poolse vakbond Solidarność, het Nederlandse Christelijk Nationaal Vakverbond en het Belgische Algemeen Christelijk Vakverbond.
Hoewel Solidariteit zich soms met politieke vraagstukken bezighoudt, is Solidariteit niet geaffilieerd aan een politieke partij. Leden van Solidariteit stemmen vooral op de Democratiese Alliansie en het Vryheidsfront Plus. Desalniettemin heeft Solidariteit ook dikwijls kritiek op de koers van deze beide politieke partijen. Solidariteit opereert vaak in wisselende allianties, waarbij allianties slechts duren tot het conflict voorbij is. Solidariteit werkt niet alleen samen met andere vakbonden, maar ook met werkgeversverenigingen of brancheorganisaties.

## De Beweging
Solidariteit is niet alleen actief op vakbondsgebied, maar ook op het gebied van niet-gouvernementele hulporganisaties. Zo heeft Solidariteit deelorganisaties opgericht op het gebied van armoedebestrijding, vertegenwoordiging van Zuid-Afrikaanse minderheden, kennisverwerving en bemachtiging, onderwijs en op de banenmarkt. Wanneer de vakbond Solidariteit zich uitspreekt over een van de zaken die een van haar onderorganisaties aangaan, doet zij dit onder de naam Solidariteit Beweging.

## AfriForum
AfriForum, een initiatief van Solidariteit, is een Zuid-Afrikaanse organisatie die opkomt voor burger- en mensenrechten. AfriForum streeft erna om de actieve en passieve onttrekking van minderheden uit de Zuid-Afrikaanse samenleving te stoppen. AfriForum wil een forum bieden voor activering van minderheden aan het openbare debat om zodoende de toekomst van de minderheden in Zuid-Afrika veilig te stellen.
AfriForum houdt protestmanifestaties ter bescherming en uitbreiding van burgerrechten van minderheden, zoals deze zijn weergegeven in de Grondwet van Zuid-Afrika en internationale verdragen. Dit geldt vooral in omgevingen waar fundamentele burgerrechten en de grondwet in toenemende mate ondergeschikt worden gesteld aan politieke ideologieën als de Transformasie. AfriForum houdt zich ook bezig met specifieke knelpunten, bijvoorbeeld:
- het toenemende onderscheid tussen rassen (dat de Zuid-Afrikaanse regering maakt),
- politieke inmenging in de sport,
- rasgedreven welzijnssubsidies,
- bescherming van het recht op veeltaligheid,
- het aanpakken van criminaliteit,
- de soms ondoordachte en gevoelige verandering van plaatsnamen in Zuid-Afrika.

AfriForum was onder meer in een rechtszaak verwikkeld rondom de “Schiet de Boer” Controverse, waarin Julius Malema, de toenmalige leider van de ANC-jeugdliga, oproepen zou hebben om de Afrikaner boeren dood te schieten. Deze zaak werd gewonnen door AfriForum en Malema werd veroordeeld voor haatzaaien tegen blanken.
Daarnaast heeft AfriForum via verschillende rechtszaken een aantal "onnodige" plaatsnaamwijzigingen tegengehouden.

### AfriForum Jeug
AfriForum Jeug is de christendemocratische politieke jongerenorganisatie van AfriForum. AfriForum Jeug heeft afdelingen op de zes Historisch Afrikaans/Nederlandstalige Universiteiten (HANU's) in Zuid-Afrika. AfriForum Jeug heeft het doel om Afrikaanstalige studenten te vertegenwoordigen en Afrikaanstalig onderwijs op deze universiteiten in stand te houden. Anno 2015 heeft AfriForum Jeug ongeveer 3.000 leden. Dit zijn vooral Afrikaanstalige studenten, maar ook (internationale en Zuid-Afrikaanse) studenten die het Afrikaans als tweede of derde taal gebruiken en in het Afrikaans studeren. Zo zijn ook Belgische, Namibische en Nederlandse studenten lid van AfriForum Jeug.
AfriForum Jeug is vertegenwoordigd in de studentenraden van de Universiteit Stellenbosch, Universiteit van Pretoria en de Potchefstroom-campus van de Noordwes-Universiteit.

## AfriSake
AfriSake (Engels: AfriBusiness) is de werkgeversvereniging van de Solidariteit Beweging. AfriSake is in 2011 opgericht om de belangen van Afrikaanstalige werkgevers te behartigen. Werkgevers in Zuid-Afrika hebben te maken met rasgebaseerde transformatiewetgeving, zoals Black Economic Empowerment die ervoor moet zorgen dat alle bedrijven die een omzet hebben groter dan R50 miljoen (€3,5 miljoen) minstens voor 51% in handen van Zwarte Zuid-Afrikanen zijn, waarbij 51% van de managementfuncties door zwarte Zuid-Afrikanen vervuld dient te worden. Voor het midden- en kleinbedrijf (met een omzet tussen de R10 miljoen (€700.000) en R50 miljoen) geldt een puntensysteem, waarbij de mate waarin een bedrijf in aanmerking komt voor aanbestedingen van de overheid wordt bepaald door de hoeveelheid BEE-punten een bedrijf heeft. AfriSake verzet zich tegen de rasgebaseerde (BB)BEE-wetgeving, omdat deze wetgeving vooral de Afrikaanstalige gemeenschap raakt. Blanke en Bruine Zuid-Afrikanen vormen gezamenlijk namelijk ongeveer 90% van alle Afrikaanstaligen in Zuid-Afrika.
AfriSake focust zich daarnaast op de bescherming van eigendomsrechten. Zo heeft AfriSake succesvol geprotesteerd tegen een grote grondeis in het oosten van Pretoria, waarbij een hoofdman van de Zuid-Ndebeles aanspraak maakte op een stuk (bebouwd) grond in het oosten van Pretoria, dat onder de huidige eigendomsrechten verdeeld is onder meer dan 800 erven en bijbehorende eigenaren.

## Onderwijs
De Solidariteit Beweging heeft verschillende onderwijsinstellingen opgezet. In 2005 werd Sol-Tech, een school voor technisch beroepsonderwijs, opgericht, in januari 2012 opende de universiteit Akademia haar deuren voor studenten en in 2016 werd S-leer voor bijscholing gelanceerd. De drie onderwijsinstellingen gebruiken het Afrikaans als instructietaal. Daarnaast maakte de Solidariteit Beweging in 2015 bekend om tot 2020 R1 miljard (€70 miljoen) in Afrikaanstalig onderwijs te steken. Dit geld gaat niet alleen naar Akademia en Sol-Tech, maar ook naar openbare Afrikaanstalige scholen, zodat daar het niveau van het onderwijs verbeterd kan worden.

### Akademia
Akademia, een initiatief van Solidariteit, is een Afrikaanstalige particuliere universiteit in Zuid-Afrika. De universiteit is in 2011 opgericht door de Solidariteit Beweging om te voorzien in Afrikaanstalig hoger onderwijs, omdat Afrikaanstalig onderwijs aan openbare universiteiten onder druk staat. Hoewel de universiteit vooral voor werkenden bedoeld was, biedt Akademia thans ook voltijdsstudies aan. De universiteit biedt vooral studies in economische richtingen aan. Voor het academische jaar van 2016 heeft de universiteit ongeveer 500 ingeschreven studenten.

### Sol-Tech
Sol-Tech is een Afrikaanstalig technisch beroepencollege dat in 2005 is opgericht door Solidariteit. De deuren van Sol-Tech openden in januari 2006 voor studenten. In de beginjaren was Sol-Tech gevestigd in Centurion, maar later is een campus aangekocht in het westen van Pretoria. In 2009 had Sol-Tech ongeveer 500 studenten, wat in 2015 gegroeid was tot 1.100. Daarmee is Sol-Tech het grootste Afrikaanstalige beroepencollege in Zuid-Afrika. Dit komt mede door de politiek opgelegde verengelsing van alle openbare beroepencolleges. Sol-Tech mikt op 2.000 leerlingen in 2020.
In Zuid-Afrika is er een groot tekort aan technische vaardigheden. Sol-Tech leidt daarom mensen op, niet alleen met technische vaardigheden, maar ook met bestuurskundige en economische vaardigheden. Hierdoor heeft 20,2% van de afgestudeerden een eigen bedrijf en werkt 37,2% van de afgestudeerden voor bedrijven met meer dan 250 medewerkers.
Sol-Tech biedt verschillende opleidingen aan, waaronder:
- Automonteur (Dieselwerktuigkunde)
- Elektricien (Elektrisiën)
- Lasser (Sweiser)
- Monteur van elektronisch binnenwerk (Meulmaker)
- Onderhoudsmonteur (Passer en draaier)
- Technisch ontwerper (Gereedskap -en Setmaatmaker)

Deze opleidingen duren drie jaar, waarvan er twee jaar bij een bedrijf intern gewerkt wordt. Slechts een van de drie opleidingsjaren vindt voltijd op de campus plaats. De bedrijven waar stage gelopen wordt, zijn gecertificeerd door Sol-Tech. Verschillende

### S-leer
Het Solidariteit Sentrum vir Voortgesette Leer (S-leer) is een onderwijsinstelling die zich richt op de bijscholing van professionals. S-leer is opgericht in 2016 en biedt korte opleidingen, cursussen en congressen aan om mensen uit verschillende vakgebieden, die verplicht bijscholing moeten volgen om de nieuwste kennis te leren. Verschillende beroepsverenigingen, zoals de Vereniging van Regslui vir Afrikaans en de Afrikaanse Gesondheidspraktisyns, zijn aangesloten bij S-leer om inhoud te geven aan verschillende cursussen. S-leer is gevestigd op de campus van Akademia en maakt gebruik van haar technologie voor afstandsonderwijs.

## Media
Als aanvulling op de bestaande Afrikaanstalige nieuwsvoorziening heeft de Solidariteit Beweging vanaf 2010 zijn eigen nieuwskanalen uitgerold. De Afrikaanstalige nieuwsvoorziening is voornamelijk in handen van de staatsomroep SAUK (met de radiozender RSG) en Naspers (met onder meer alle Afrikaanstalige dagbladen en tv-zender KykNET). In 2010 werd Kraal Uitgewers door de Solidariteit Beweging overgenomen. In 2011 startte Solidariteit met de nieuwswebsite Maroela Media en in 2012 werd Radio Pretoria overgenomen door de Solidariteit Beweging.

### Maroela Media
Maroela Media is een Afrikaanstalige nieuwswebsite. Maroela Media is in 2011 opgericht als nieuwe nieuwsdienst als aanvulling op de Afrikaanstalige nieuwsvoorziening in Zuid-Afrika. Maroela Media ziet zichzelf als nuus- en kuierplek, waar niet alleen nieuws, maar ook ontspanning centraal staat. Het nieuws focust vooral op misdaad, politiek en rugby, terwijl de opinie-artikelen vooral gaan over taal, cultuur en gemeenschapsrechten. Voor ontspanning publiceert Maroela Media recepten, recensies en podcasts.
Maroela Media is een van de snelst groeiende websites van Zuid-Afrika. In juli 2014 had Maroela Media er meer dan 2,5 miljoen paginaweergaven. Een jaar later in juli 2015 trok Maroela Media ongeveer 620.000 unieke bezoekers die samen 4,4 miljoen pagina's bekeken. In maart 2017 was dit aantal gegroeid naar 1,6 miljoen unieke bezoekers met meer dan 14 miljoen paginaweergaves in een maand tijd. Hiermee behoort Maroela Media tot de tien grootste nieuwswebsites in Zuid-Afrika gemeten naar het aantal unieke bezoekers. Daarmee is Maroela Media de grootste Afrikaanstalige website.
Maroela Media beschikt over een applicatie voor Android- en Apple-besturingsystemen.

### Pretoria FM
Pretoria FM is een Afrikaanstalig gemeenschapsradiostation uit Pretoria en zendt uit in delen van vijf Zuid-Afrikaanse provincies (Gauteng, Mpumalanga, Noordwes, Limpopo en de Vrijstaat).  Pretoria FM is in 1993 onder de naam Radio Pretoria opgericht en heeft een lange strijd met de Nasionale Party en African National Congress om uitzendlicenties achter de rug. Radio Pretoria was een zeer conservatief christelijk radiostation dat slechts Afrikaanse, Engels- en Nederlandstalige christelijke muziek uitzond en zich op Afrikaners richtte. Het station werd ook in Nederland beluisterd, onder meer in bevindelijk gereformeerde kringen in de Bijbelgordel.
In 2012 nam de Solidariteit Beweging Radio Pretoria over. Hierna matigde Radio Pretoria haar toon. Om deze transitie te voltooien werd Radio Pretoria in 2015 hernoemd naar Pretoria FM. Tevens kreeg Pretoria FM nieuwe studio's en een nieuwe slogan: Hoop, glo, lééf in Afrikaans.

### Kraal Uitgewers
Kraal Uitgewers een kleine uitgeverij die zich bezighoudt met het publiceren van geschiedenisboeken en is in 1999 opgericht door journalist Paul Alberts en Frik Jacobs, oud-directeur van het Oorlogsmuseum van de Boerenrepublieken. Kraal Uitgewers is in 2010 overgenomen door de Solidariteit Beweging. De focus van Kraal Uitgewers ligt sindsdien op het publiceren van geschiedenisboeken die over Zuid-Afrika gaan. Kraal Uitgewers heeft daarbij speciale aandacht voor boeken met betrekking tot Afrikaner-geschiedenis en de Nederlandse geschiedenis in Zuidelijk Afrika.
In 2012 bracht Kraal Uitgewers het boek Treurgrond van Dirk Hermann uit. Dit boek gaf informatie en statistieken over de erfaanvallen in Zuid-Afrika. Hoewel het boek non-fictie is, werd er in 2015 een gelijknamige speelfilm (realistische fictie) uitgebracht die gebaseerd was op het boek. Steve Hofmeyr speelde de hoofdrol in de film. De film Treurgrond is samen met de film Skoonheid een van de weinige Afrikaanstalige maatschappijkritische speelfilms die sinds het einde van de apartheid in Zuid-Afrika gemaakt zijn.

## Solidariteit Helpende Hand
Om armoede te voorkom en maatskaplike nood te verlig, hoofsaaklik in gemeenskappe waar staatshulp nie algemeen beskikbaar is nie; en om te verseker dat goeie sorgstandaarde gehandhaaf word.— Het doel van Solidariteit Helpende Hand
Solidariteit Helpende Hand is een maatschappelijke hulporganisatie die door Solidariteit is opgericht. Helpende Hand is een onafhankelijke entiteit die afzonderlijk van de vakbond functioneert, hoewel zij financiële steun van de vakbondsleden ontvangt. Helpende Hand is in Zuid-Afrika geregistreerd als een Artikel 21-bedrijf. Het richt zich specifiek op noodhulp in gebieden en gemeenschappen waar staatshulp niet beschikbaar is. Helpende Hand is het meeste betrokken in Pretoria en Kaapstad, waar de grootste krottenwijken (plakkerskampe) voor Afrikaners te vinden zijn. Daarnaast breidt Helpende Hand zijn activiteiten langzaam uit naar verschillende andere gebieden, afhankelijk van de beschikbaarheid van fondsen.
Helpende Hand heeft voornamelijk vijf grote projecten:
- het uitdelen van studiebeurzen en -leningen.
- het bieden van noodhulp (door armoede - belangrijkste activiteit),
- kinder(onderwijs)projecten,
- donaties van etenswaren en
- landelijke voedselsprojecten.

Helpende Hand heeft jaarlijks miljoenen Randen om deze maatschappelijke projecten te kunnen uitvoeren. Het geld wordt voornamelijk van particulieren verkregen, maar gedeeltelijk ook door giften van bedrijven.
In 2007 is meer dan R1 miljoen aan beurzen aan 100 studenten betaald. In 2008 heeft Helpende Hand ook de administratie van het Rapport Onderwysfonds overgenomen. In 2014 verschafte Helpende Hand voor R16,6 miljoen aan studieleningen aan bijna 1000 studenten.

## Federasie van Afrikaanse Kultuurvereniginge
De Federasie van Afrikaanse Kultuurvereniginge (FAK) is een culturele organisatie die zich inzet voor de ontwikkeling, bevordering en het behoud van de Afrikaner-cultuur in Zuid-Afrika. Daarnaast speelt de FAK een coördinerende rol tussen verschillende cultuurverenigingen. De FAK is in 1929 opgericht en is een van de laatste nog bestaande Afrikaner-organisaties (waaronder scholen, kranten, banken en universiteiten), die in de jaren '20 en '30 van de twintigste eeuw door Afrikaners en zonder hulp van de staat opgericht werden. De FAK fungeerde als cultureel bureau tussen deze organisaties en was in de jaren '60 en '70 heel erg invloedrijk, zo bepaalde de FAK mede wat er onder de Afrikaner-cultuur verstaan werd. Toen na de afschaffing van de apartheid de meeste Afrikaner-instituten de federatie verlieten, omdat ze zich niet langer exclusief op Afrikaners richtten, verloor de FAK langzaam zijn betekenis.
In 2010 werd de FAK deel van de Solidariteit Beweging. De FAK had destijds financiële problemen en de Solidariteit Beweging was bereid om geld in de FAK te steken. De FAK heeft verscheidene projecten, waaronder het N.P. van Wyk Louw-sentrum dat een visie op cultuur ontwikkelt. N.P van Wyk Louw staat symbool voor culturele samenwerking tussen het Afrikaans in Zuidelijk Afrika en het Nederlands in de Lage Landen. Daarnaast leidt de FAK verschillende culturele projecten als de FAK-Sangbundel, waarin talle Afrikaanse (en Nederlandse) volksliedjes zijn opgenomen, grote culturele herdenkingen zoals die van de Grote Trek en daarnaast heeft de FAK het kleine vakantiepark FAK Rivierplaas in beheer. Tot slot heeft de FAK nog zijn culturele Federale Netwerk, dat thans bestaat uit 23 verschillende culturele Afrikaner-organisaties. Ook individuen kunnen als "vriend" toetreden tot dit netwerk.
De FAK heeft negen medewerkers en is gevestigd op hetzelfde erfgoedterrein als het Voortrekkermonument in Pretoria.
In 2012 haalde de FAK het nieuws in Nederland, toen de FAK een oproep deed aan de Nederlandse premier Rutte met het verzoek om diplomatieke druk op Zuid-Afrika uit te oefenen ten einde om straatnaamveranderingen in Pretoria tegen te houden.
Regeringspartij African National Congress wilde namelijk staten die vernoemd waren naar Afrikaners vervangen, omdat deze koloniaal zouden zijn en aanstootgevend zouden zijn. Ook de Koningin Wilhelminalaan (waar de Nederlandse ambassade gelegen is) en de Beatrixstraat zouden hun naam kwijtraken.

## Afrinetwerk
Afrinetwerk was een internationaal kantoor van de Solidariteit Beweging in Brussel, België. Afrinetwerk werd in april 2008 opgericht om informatie over het Afrikaans en Zuid-Afrika te verspreiden, ondersteuning voor het Afrikaans en Afrikaanstalige organisaties te verwerven, het vinden van financiering voor Afrikaanstalig onderwijs en het onderhouden van contacten met het Christelijk Nationaal Vakverbond en het Algemeen Christelijk Vakverbond. Afrinetwerk was niet alleen een kantoor van de Solidariteit Beweging, maar vertegenwoordigde ook organisaties als de Afrikaanse Taalraad, de Stigting Bemagtiging vir Afrikaans en het Woordeboek van die Afrikaanse Taal in België en Nederland. In 2010 werd het kantoor van Afrinetwerk naar Nederland verschoven.
Afrinetwerk was onder meer betrokken bij verschillende (politieke) rondetafelconferenties in Nederland en Vlaanderen over het Afrikaans, de organisatie van de eerste editie van het Festival voor het Afrikaans in 2011 en een hoorzitting van de parlementaire commissie van de Nederlandse Taalunie over het Afrikaans.
In 2012 maakte Afrinetwerk zich los uit de Solidariteit Beweging en werd een onafhankelijk netwerkkantoor voor Afrikaanstalige organisaties uit Zuid-Afrika in Nederland en België. Afrinetwerk houdt kantoor in Delft.